# Rusava
Rusava (in tedesco Rottalowitz) è un comune della Repubblica Ceca facente parte del distretto di Kroměříž, nella regione di Zlín.